# Ivorá
Ivorá är en kommun i Brasilien. Den ligger i delstaten Rio Grande do Sul, i den södra delen av landet, 1 600 km söder om huvudstaden Brasília. Antalet invånare är 2 156.
I omgivningarna runt Ivorá växer huvudsakligen savannskog. Runt Ivorá är det ganska glesbefolkat, med 24 invånare per kvadratkilometer.